# Leptotarsus hudsonianus
Leptotarsus hudsonianus är en tvåvingeart som först beskrevs av Alexander 1922.  Leptotarsus hudsonianus ingår i släktet Leptotarsus och familjen storharkrankar. Inga underarter finns listade i Catalogue of Life.